# Иванов, Николай Павлович (конструктор)
Николай Павлович Иванов (1905/1906 — 1967) — главный конструктор Ленинградского электромашиностроительного объединения «Электросила». Специалист в области производства турбо- и гидрогенераторов, крупных электрических машин постоянного и переменного тока. Лауреат двух Сталинских премий.

## Биография
Родился в с. Цуриково. Окончил Государственный электромашиностроительный институт им. Каган-Шабшая (1926).
Работал на заводах: «Динамо» в Москве (1924—1926), «Электросила» в Ленинграде (1927—1940, инженер в группе обмоток турбогенераторов, начальник бюро турбогенераторов, зам. начальника техотдела, зам. главного конструктора), «Уралэлектроаппарат» в Свердловске (1941—1947, зам. главного конструктора, главный конструктор).
В 1947—1950 в Главэнергопроме Министерства электротехнической промышленности СССР.
С 1950 главный конструктор ленинградского завода (электромашиностроительного объединения) Электросила, начальник отдела Ленинградского филиала ВНИИЭМ.
Кандидат технических наук (1962). Автор 25 изобретений. Занимался живописью.

## Награды и премии
- Сталинская премия (1946) — за разработку конструкции и технологии производства мощных гидротурбин и генераторов, установленных на Шекснинской и Угличской ГЭС Верхе-Волжского гидроузла;[3]
- Сталинская премия (1949) — за создание серии гидрогенераторов для электрификации сельского хозяйства.
- Государственная премия СССР (1967 — посмертно) — за участие в создании гидрогенераторов для Братской ГЭС.
- орден Трудового Красного Знамени (дважды)
- медали.